# Belvosia potens
Belvosia potens là một loài ruồi trong họ Tachinidae.